# WWF Guianas
WWF Guianas is een internationale organisatie die zich richt op bescherming van de natuur in de Guyana's, met name in Guyana, Suriname en Frans-Guyana waar het vestigingen heeft.
WWF Guianas werd in 1999 opgericht met de hoofdvestiging in Paramaribo in Suriname. Ze is een van de regionale netwerken van het internationale World Wide Fund for Nature in Zwitserland.

## Lokale activiteiten
Door publicaties deelt de organisatie kennis over de natuur, zoals over de ontdekking van nieuwe soorten in het nationaal park Kaieteur en de Boven-Potaro in Guyana en het belang van biodiversiteit in de rivieren van Frans-Guyana.
Tussen 1999 en 2012 investeerde ze een miljoen US$ in het Surinaamse Brownsberg Natuurpark. In 2012 ging er een schok door de organisatie toen goudzoekers een ravage hadden aangericht in het natuurpark. Met foto's en coördinaten legde ze er tientallen goudmijnen vast. Ook neemt ze stelling tegen milieuschade, zoals de zandafgravingen in Braamspunt, het broedgebied van zeeschildpadden aan de Surinaamse kust, helpt ze om milieuschade te voorkomen, bijvoorbeeld door bijvangst in de visserij te verminderen door kennis te delen en het berekenen van de milieuschade in andere landen nadat Mennonieten ernaartoe emigreerden (in Suriname lag dit plan ook korte tijd op tafel), en stimuleert ze projecten die natuurverbetering tot gevolg hebben, zoals het ecotoerisme naar de mangrove aan de kust van Coronie.

## Internationale activiteiten
Naast activiteiten in de drie afzonderlijke landen, maakt ze plannen voor alle drie landen en soms een groter deel van de regio. In 2021 nam ze deel aan een conferentie voor de Guyana's in het Schotse Glasgow. In 2002 en in een vernieuwde editie in 2023 bracht WWF Guyanas het pocketboek Wildlife of the Guianas uit.